# The Charlatans (groupe américain)
Pour les articles homonymes, voir The Charlatans.
Pour le groupe britannique des années 1990, voir The Charlatans (groupe anglais).
The Charlatans est un groupe de rock américain, originaire de San Francisco en Californie. Il est principalement actif entre 1964 et 1969.
L'œuvre des Charlatans ne compte que quelques 45 tours, un seul album, The Charlatans enregistré en 1969 par une reformation du groupe ne comprenant que deux de ses membres originaux, et des bandes qui n’ont pas été publiées durant leur existence. Ceux-ci ont été regroupés dans diverses compilations de qualité sonore plus ou moins bonne. La compilation parue en 1996 The Amazing Charlatans offre la meilleure qualité d'interprétations et contient l'essentiel de ce que le groupe a enregistré avant son album.

## Biographie
Le groupe, formé en 1964, a donné son premier concert le 1er juin 1965, au Red Dog Saloon dans la ville de  Virginie, dans le Nevada, près de Reno. Leur public était à cette époque leurs amis de San Francisco (notamment les membres des The Family Dog, Ken Kesey et les Merry Pranksters). Pour l'occasion, Mike Ferguson et George Hunter ont produit une affiche pour promouvoir les performances qui s'ensuivirent au même lieu. Cette affiche, ou poster, connue sous le nom de Seed est considérée comme avoir été la première affiche psychédélique.
Les Charlatans n’ont jamais vraiment cherché à faire carrière, jouant dans des clubs de San Francisco (Californie) et des environs et enregistrant très peu, à leur bon vouloir, sans soutien réel d’aucune maison de disques. En marge de la scène hippie de l’époque mais néanmoins accepté par celle-ci, leur musique puise dans les racines de la musique nord-américaine, la country, le blues, le jug band, le folk.
Ils s’habillaient à la mode de la fin du XIXe siècle, ce qui les faisait ressembler à une bande de dandys de Saloon de western et a été amplement suivi par les hippies des années suivantes.
Après la séparation du groupe en 1969, George Hunter fonde Globe Propaganda, une agence de graphisme à qui l'on doit beaucoup d'affiches et de pochettes d'albums ; Richard Olsen joue de la clarinette sur le second album de It's a Beautiful Day ; Mike Ferguson se consacre au dessin et à la peinture ; Dan Hicks continue une carrière musicale avec les Hot Licks et Mike Wilhelm continue une carrière solo intermittente avec un passage dans les Flamin' Groovies à la fin des années 1970.
Les 20 et 21 juin 2015, le groupe se réunit pour jouer et célébrer son 50e anniversaire.

## Discographie

### Album studio
- 1969 : The Charlatans

## 45 tours
- 1966 : The Shadow Knows / 32-20, The Charlatans, 1966, Kapp 779 (Kama Sutra)
- 1969 : High Coin / When I Go Sailin' By, The Charlatans, 1969, Philips 4061

### Compilations
- 1983 : Alabama Bound
- 1994 : The Charlatans / Alabama Bound
- 1996 : The Amazing Charlatans

### Apparitions
- 1981 : Mindrocker, Vol. 3
- 1985 : Nuggets, Vol. 7: Early San Francisco
- 1986 : The Autumn Records Story
- 1991 : San Francisco Nights
- 1996 : San Francisco Nights
- 1998 : Nuggets: Original Artyfacts from the First Psychedelic Era 1965-1968
- 1999 : Boys Don't Cry Soundtrack
- 2007 : Love Is The Song We Sing: San Francisco Nuggets 1965-1970